# Veľká Lomnica
Veľká Lomnica (Hongaars: Kakaslomnic) is een Slowaakse gemeente in de regio Prešov, en maakt deel uit van het district Kežmarok.
Veľká Lomnica telt 4.303 inwoners.